# Кульвец, Павел Александрович
Павел Александрович Кульвец (также Повилас Кульветис) — советский хозяйственный, государственный и политический деятель, профессор, доктор экономических наук, депутат Совета Союза Верховного Совета СССР 6-го созыва.

## Биография
Родился в 1917 году. Член КПСС с 1940 года.
С 1934 года — на хозяйственной, общественной и политической работе. В 1934—1975 гг. — конструктор станкостроительного завода в Тбилиси, в Рабоче-Крестьянской Красной Армии, конструктор, начальник цеха, старший инженер-технолог, главный инженер, директор завода «Жальгирис», директор Каунасского турбинного завода, заместитель председателя, председатель СНХ Литовского экономического административного/экономического района, заместитель председателя Совета Министров Литовской ССР, заместитель ректора Литовского института народного хозяйства.
Избирался депутатом Совета Союза Верховного Совета СССР 6-го созыва от Литовской ССР (1962—1966), Верховного Совета Литовской ССР 7-го и 8-го созывов.
Умер в 2002 году.